# Neshkoro (condado de Marquette, Wisconsin)
Neshkoro es un pueblo ubicado en el condado de Marquette en el estado estadounidense de Wisconsin. En el Censo de 2020 tenía una población de 565 habitantes y una densidad poblacional de 10,11 personas por km².

## Geografía
Neshkoro se encuentra ubicado en las coordenadas 43°55′58″N 89°12′29″O / 43.93278, -89.20806. Según la Oficina del Censo de los Estados Unidos, Neshkoro tiene una superficie total de 55.89 km², de la cual 55 km² corresponden a tierra firme y (1.6%) 0.89 km² es agua.

## Demografía
Según el censo de 2010, había 561 personas residiendo en Neshkoro. La densidad de población era de 10,04 hab./km². De los 561 habitantes, Neshkoro estaba compuesto por el 97.86% blancos, el 0.53% eran afroamericanos, el 0.71% eran amerindios, el 0.36% eran asiáticos, el 0% eran isleños del Pacífico, el 0% eran de otras razas y el 0.53% pertenecían a dos o más razas. Del total de la población el 1.43% eran hispanos o latinos de cualquier raza.